# Johann Friedrich Lobstein (Mediziner, 1777)

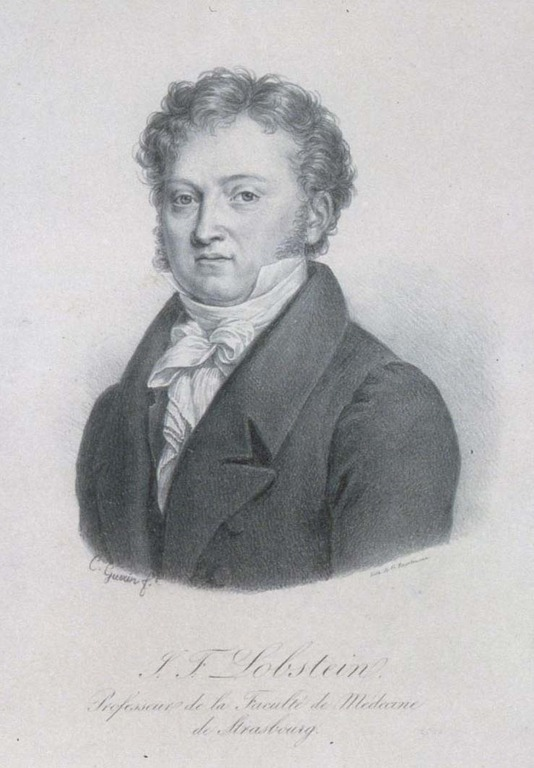
Johann Friedrich Lobstein

Johann Friedrich Georg Christian Martin Lobstein (der Jüngere, auch: Jean Georges Chrétien Fréderic Martin Lobstein und Jean Frédéric Lobstein; * 8. Mai 1777 in Gießen; † 7. März 1835 in Straßburg) war ein deutscher Pathologe und Anatom. Er war Neffe des Chirurgen Johann Friedrich Lobstein und Sohn des elsässischen Theologen Johann Michael Lobstein.

## Leben und Wirken
1798 wurde Johann Friedrich Lobstein Prosector und kurz später Direktor des anatomischen Theaters in Straßburg. 1802 wurde er promoviert und 1804 begann er Vorlesungen über Anatomie an der Universität Straßburg. 1806 wurde er erster Geburtshelfer am Bürgerhospital in Straßburg und Lehrer an der Hebammenschule des Departements.
1813 gründete er in Straßburg ein pathologisches Museum. Im Jahr 1821 wurde er zum Mitglied der Leopoldina gewählt.
1833 prägte er in seinem Traité d’anatomie pathologique den Begriff Arteriosklerose (l’artériosclérose).

## Schriften (Auswahl)
- Sur la nutrition du foetus. Inaugural-Dissertation. Straßburg 1802.
- Discours sur la prééminence du système nerveux etc. Straßburg 1821.
- Handbuch der Hebammenkunst. Straßburg 1827.
- Traité de l’anatomie pathologique. 2 Bände. Levrault, Paris 1829–1833.
  - A. Neurohr (Übers.): Lehrbuch der pathologischen Anatomie. Stuttgart 1834/1835.
- Essai d’une nouvelle théorie, fondée sur les anomalies de l’innervation. Paris, Straßburg 1835.